# Zaak-Baby J
De zaak-Baby J was een onderzoek en rechtszaak in België en Nederland rond een verkochte baby die in het dossier Baby J werd genoemd.
De baby werd geboren in 3 juli 2008 in een Belgisch gezin met financiële moeilijkheden. De biologische ouders zochten wensouders via webpagina's over adoptie en kwamen in contact met een Nederlands koppel uit Sibculo.
Het kind werd geboren in het Jan Palfijnziekenhuis te Gent en werd op de parking van het ziekenhuis verkocht voor 7500 euro op afbetaling. Op 7 juli 2008 werd het kind officieel geregistreerd als zijnde van het Nederlandse koppel.
De Nederlandse ouders vertelden over de zaak in het actualiteitenprogramma Netwerk waardoor het Nederlandse gerecht op de hoogte kwam van de zaak. Het koppel werd onmiddellijk het kind ontnomen en later door het Bureau Jeugdzorg aan de Belgische Bijzondere jeugdbijstand gegeven. Baby J werd ondergebracht in een pleeggezin.
In 2009 begonnen de biologische ouders een procedure om hun kind terug te krijgen.

## Strafzaak wensouders
De wensouders werden op 14 juli 2011 door de Rechtbank Zwolle-Lelystad veroordeeld tot een voorwaardelijk celstraf van acht maanden, een voorwaardelijke boete van 1000 euro en een werkstraf van 240 uur, wegens valsheid in geschrifte en illegale adoptie. Het Gerechtshof Arnhem-Leeuwarden kwam op 15 april 2013 in hoger beroep tot dezelfde strafoplegging.

## Strafzaak biologische ouders
Bij de strafzaak in België voor de correctionele rechtbank van Gent worden de biologische ouders en grootmoeder beschuldigd van valsheid in geschrifte, onterende behandeling, het achterlaten van een kind in een behoeftige toestand en onderschuiving (term waarbij een vrouw een kind wordt toegeschreven waarvan ze niet bevallen is).

Vanuit het openbaar ministerie werd voor de ouders twee jaar met uitstel en voor de grootmoeder zes maanden celstraf met uitstel gevorderd.
Midden mei 2012 werden beide ouders veroordeeld tot een jaar cel met uitstel en een geldboete. De grootmoeder werd kreeg 8 maanden cel met uitstel en een geldboete. Bovendien moet een schadevergoeding van 7500 euro betaald worden aan het kind. Daarnaast is ook het gekregen bedrag voor het kind verbeurd verklaard.